# Gina Haspel
Gina Cheri Haspel (sinh ngày 1 tháng 10 năm 1956) là một sĩ quan tình báo Hoa Kỳ. Tháng 2 năm 2017, Tổng thống Hoa Kỳ Donald Trump đã chỉ định bà làm Phó Giám đốc Cơ quan Tình báo Trung ương của Hoa Kỳ (CIA). Ngày 13 tháng 3 năm 2018, Haspel được Tổng thống Trump chỉ định làm Giám đốc CIA, kế nhiệm ông Mike Pompeo, Gina Haspel là người phụ nữ đầu tiên nắm giữ vị trí này. Trước đó bà là Phó giám đốc dưới thời Mike Pompeo thời điểm bắt đầu của chính quyền Trump.
Bà trở thành Quyền Giám đốc sau khi Pompeo từ chức để trở thành Ngoại trưởng Hoa Kỳ và được Tổng thống Donald Trump đề cử làm Giám đốc CIA chính thức. Vào ngày 17 tháng 5 năm 2018, bà được xác nhận là Giám đốc CIA, trở thành nữ giám đốc CIA đầu tiên trong lịch sử. Bà là nữ phó giám đốc thứ hai trong lịch sử.
Haspel đã thu hút nhiều tranh cãi về vai trò là trưởng của CIA khu vực đen ở Thái Lan năm 2002, trong đó tù nhân tra tấn với cái gọi là "kỹ thuật thẩm vấn nâng cao", bao gồm trấn nước. Tại thời điểm đó chính quyền George W. Bush đã xem các kỹ thuật này là hợp pháp căn cứ vào một bộ các ý kiến pháp lý bí mật, nay đã bãi bỏ mà được xác định rộng rãi quyền hành pháp và xác định hẹp là tra tấn.

## Early life
Haspel có tên lúc sinh là Gina Cheri Walker vào năm 1956 in Ashland, Kentucky. Cha bà phục vụ trong Không quân Hoa Kỳ. Gia đình bà có bốn anh chị em.
Haspel đã học trung học ở Anh quốc. Bà đã là sinh viên của Đại học Kentucky trong ba năm và đã chuyển trường vào năm cuối đến Đại học Louisville, nơi bà tốt nghiệp vào tháng 5 năm 1978 với bằng cử nhân ngôn ngữ và báo chí. Từ năm 1980 đến năm 1981, bà làm điều phối viên thư viện dân sự tại Fort Devens ở Massachusetts. Cô đã nhận bằng của Đại học Northeastern University vào năm 1982 và tiếp tục làm việc cho tư cách là một trợ lý cho đến khi cô được CIA tuyển dụng.